# Leichtathletik-Südamerikameisterschaften 1967
Die XXIV. Leichtathletik-Südamerikameisterschaften fanden vom 7. bis zum 15. Oktober 1967 in Buenos Aires statt. Erfolgreichster Teilnehmer war der kolumbianische Sprinter Pedro Grajales mit vier Goldmedaillen. Bei den Frauen gewann die Brasilianerin Silvina Pereira drei Goldmedaillen.
Die Panamerikanischen Spiele 1967 fanden vom 23. Juli bis zum 6. August statt. Trotzdem wurden die Südamerikameisterschaften nicht zum klassischen Termin im April oder im Mai ausgetragen, sondern im Oktober. Damit konnte der Trainingsaufbau weitgehend dem entsprechen, was 1968 für die ebenfalls im Oktober angesetzten Olympischen Spiele 1968 zu planen war.
Seit Einführung der Frauenwettbewerbe 1939 waren das Programm für die Frauen gleich geblieben. Bevor 1969 das Programm erweitert wurde, fand 1967 ein 800-Meter-Lauf der Frauen statt, der aber nicht zur offiziellen Wertung zählte. Es siegte die Chilenin Carmen Oyé vor der Argentinierin Alicia Enríquez.

## Männerwettbewerbe
Die Mannschaftswertung gewann bei den Männern die Mannschaft Argentiniens mit 167 Punkten vor den Brasilianern mit 142 Punkten und den Kolumbianern mit 129 Punkten. Hinter den Chilenen mit 88,5 Punkten erreichten die Peruaner 46 Punkte vor Uruguay mit 45 Punkten und Ecuador mit 23 Punkten.

### 100-Meter-Lauf Männer
| Platz | Athlet           | Land | Zeit   |
| ----- | ---------------- | ---- | ------ |
| 1     | Iván Moreno      | CHI  | 10,4 s |
| 2     | Jaime Uribe      | COL  | 10,5 s |
| 3     | Fernando Acevedo | PER  | 10,5 s |

Finale: 8. Oktober

### 200-Meter-Lauf Männer
| Platz | Athlet         | Land | Zeit   |
| ----- | -------------- | ---- | ------ |
| 1     | Pedro Grajales | COL  | 20,9 s |
| 2     | Jaime Uribe    | COL  | 21,2 s |
| 3     | Iván Moreno    | CHI  | 21,3 s |

Finale: 13. Oktober

### 400-Meter-Lauf Männer
| Platz | Athlet         | Land | Zeit   |
| ----- | -------------- | ---- | ------ |
| 1     | Pedro Grajales | COL  | 46,4 s |
| 2     | Carlos Álvarez | COL  | 47,0 s |
| 3     | Andres Calonge | ARG  | 47,5 s |

Finale: 8. Oktober

### 800-Meter-Lauf Männer
| Platz | Athlet           | Land | Zeit       |
| ----- | ---------------- | ---- | ---------- |
| 1     | Jorge Grosser    | CHI  | 1:51,6 min |
| 2     | Guillermo Cuello | ARG  | 1:52,0 min |
| 3     | Alejandro Arroyo | ECU  | 1:54,3 min |

Finale: 13. Oktober

### 1500-Meter-Lauf Männer
| Platz | Athlet               | Land | Zeit       |
| ----- | -------------------- | ---- | ---------- |
| 1     | Jorge Grosser        | CHI  | 3:52,2 min |
| 2     | Orlando Gutierrez    | COL  | 3:55,7 min |
| 3     | Albertino Etchechury | URU  | 3:56,8 min |

Finale: 8. Oktober

### 5000-Meter-Lauf Männer
| Platz | Athlet         | Land | Zeit        |
| ----- | -------------- | ---- | ----------- |
| 1     | Víctor Mora    | COL  | 14:22,2 min |
| 2     | Osvaldo Suárez | ARG  | 14:48,0 min |
| 3     | Orides Alves   | BRA  | 14:50,0 min |

Finale: 7. Oktober

### 10.000-Meter-Lauf Männer
| Platz | Athlet         | Land | Zeit        |
| ----- | -------------- | ---- | ----------- |
| 1     | Osvaldo Suárez | ARG  | 30:50,8 min |
| 2     | Víctor Mora    | COL  | 30:57,4 min |
| 3     | Orides Alves   | BRA  | 31:17,5 min |

Finale: 13. Oktober

### Marathon Männer
| Platz | Athlet           | Land | Zeit        |
| ----- | ---------------- | ---- | ----------- |
| 1     | Armando González | URU  | 2:35:43,0 h |
| 2     | Luis Altamirano  | ARG  | 2:36:11,8 h |
| 3     | Agustin Calle    | COL  | 2:39:26,6 h |

Finale: 15. Oktober

### 110-Meter-Hürdenlauf Männer
| Platz | Athlet             | Land | Zeit   |
| ----- | ------------------ | ---- | ------ |
| 1     | Alfredo Deza       | PER  | 14,5 s |
| 2     | Carlos Mossa       | BRA  | 14,7 s |
| 3     | Juan Carlos Dyrzka | ARG  | 14,8 s |

Finale: 12. Oktober

### 400-Meter-Hürdenlauf Männer
| Platz | Athlet             | Land | Zeit   |
| ----- | ------------------ | ---- | ------ |
| 1     | Santiago Gordon    | CHI  | 52,1 s |
| 2     | Juan Carlos Dyrzka | ARG  | 52,3 s |
| 3     | Guillermo Cuello   | ARG  | 53,3 s |

Finale: 14. Oktober

### 3000-Meter-Hindernislauf Männer
| Platz | Athlet               | Land | Zeit       |
| ----- | -------------------- | ---- | ---------- |
| 1     | Domingo Amaisón      | ARG  | 9:04,8 min |
| 2     | Albertino Etchechury | URU  | 9:16,0 min |
| 3     | Benedito do Amaral   | BRA  | 9:24,6 min |

Finale: 14. Oktober

### 4-mal-100-Meter-Staffel Männer
| Platz | Athleten                                                          | Land | Zeit   |
| ----- | ----------------------------------------------------------------- | ---- | ------ |
| 1     | Raúl Sanchez Jaime Uribe Carlos Álvarez Pedro Grajales            | COL  | 41,1 s |
| 2     | Landon Einar Erlandsen Iván Moreno Roberto Quijada                | CHI  | 41,8 s |
| 3     | Admilson Chitarra Alfonso Coelho da Silva Anani Santos Joel Costa | BRA  | 41,8 s |

Finale: 14. Oktober

### 4-mal-400-Meter-Staffel Männer
| Platz | Athleten                                                              | Land | Zeit       |
| ----- | --------------------------------------------------------------------- | ---- | ---------- |
| 1     | Migdonio Palacios Jaime Uribe Carlos Álvarez Pedro Grajales           | COL  | 3:14,7 min |
| 2     | Jorge Aleman Jorge Arriaga Hurtado Fernando Acevedo                   | PER  | 3:15,4 min |
| 3     | Ernandi Eisele Jurandir Ienne Guaracy da Silva Joel Carvalho da Rocha | BRA  | 3:15,7 min |

Finale: 15. Oktober

### Hochsprung Männer
| Platz | Athlet            | Land | Höhe   |
| ----- | ----------------- | ---- | ------ |
| 1     | Oscar Canqui      | PER  | 1,95 m |
| 2     | Roberto Abugattas | PER  | 1,95 m |
| 3     | Roberto Potzi     | ARG  | 1,95 m |

Finale: 13. Oktober

### Stabhochsprung Männer
| Platz | Athlet          | Land | Höhe   |
| ----- | --------------- | ---- | ------ |
| 1     | Erico Barney    | ARG  | 4,30 m |
| 2     | César Quintero  | COL  | 4,30 m |
| 3     | Ricardo Martens | ARG  | 3,80 m |

Finale: 12. Oktober

### Weitsprung Männer
| Platz | Athlet           | Land | Weite  |
| ----- | ---------------- | ---- | ------ |
| 1     | Iván Moreno      | CHI  | 7,35 m |
| 2     | Alfredo Boncagni | ARG  | 7,28 m |
| 3     | Héctor Rivas     | ARG  | 6,94 m |

Finale: 8. Oktober

### Dreisprung Männer
| Platz | Athlet           | Land | Weite   |
| ----- | ---------------- | ---- | ------- |
| 1     | Nelson Prudêncio | BRA  | 16,30 m |
| 2     | Wilson Beneman   | BRA  | 14,82 m |
| 3     | Joel Dias        | BRA  | 14,62 m |

Finale: 13. Oktober

### Kugelstoßen Männer
| Platz | Athlet         | Land | Weite   |
| ----- | -------------- | ---- | ------- |
| 1     | José Jacques   | BRA  | 16,59 m |
| 2     | Mario Peretti  | ARG  | 15,52 m |
| 3     | Manuel Lechuga | CHI  | 14,73 m |

Finale: 12. Oktober

### Diskuswurf Männer
| Platz | Athlet             | Land | Weite   |
| ----- | ------------------ | ---- | ------- |
| 1     | Dagoberto González | COL  | 54,00 m |
| 2     | José Jacques       | BRA  | 49,10 m |
| 3     | Juan Báez          | ARG  | 46,84 m |

Finale: 14. Oktober

### Hammerwurf Männer
| Platz | Athlet           | Land | Weite   |
| ----- | ---------------- | ---- | ------- |
| 1     | José Vallejos    | ARG  | 58,84 m |
| 2     | Roberto Chapchap | BRA  | 55,08 m |
| 3     | Lido Crispieri   | CHI  | 52,76 m |

Finale: 8. Oktober

### Speerwurf Männer
| Platz | Athlet          | Land | Weite   |
| ----- | --------------- | ---- | ------- |
| 1     | Alvaro Zucchi   | BRA  | 66,54 m |
| 2     | Ian Barney      | ARG  | 63,20 m |
| 3     | Rafael di Fonzo | ARG  | 61,92 m |

Finale: 7. Oktober

### Zehnkampf Männer
| Platz | Athlet       | Land | Punkte |
| ----- | ------------ | ---- | ------ |
| 1     | Juan Kerwitz | ARG  | 6093   |
| 2     | Arthur Palma | BRA  | 6051   |
| 3     | José Jacques | BRA  | 6042   |

14. und 15. Oktober

## Frauenwettbewerbe
Die Mannschaftswertung bei den Frauen gewannen die Brasilianerinnen mit 127 Punkten vor den Chileninnen mit 62 Punkten und der Mannschaft Argentiniens mit 35 Punkten. Uruguay erhielt 23 Punkte, Peru 4 Punkte und Kolumbien 2 Punkte.

### 100-Meter-Lauf Frauen
| Platz | Athletin          | Land | Zeit   |
| ----- | ----------------- | ---- | ------ |
| 1     | Silvina Pereira   | BRA  | 11,8 s |
| 2     | Irenice Rodrigues | BRA  | 12,0 s |
| 3     | María Ducci       | CHI  | 12,1 s |

Finale: 8. Oktober

### 200-Meter-Lauf Frauen
| Platz | Athletin          | Land | Zeit   |
| ----- | ----------------- | ---- | ------ |
| 1     | Silvina Pereira   | BRA  | 24,5 s |
| 2     | Irenice Rodrigues | BRA  | 24,8 s |
| 3     | María Ducci       | CHI  | 25,0 s |

Finale: 13. Oktober

### 80-Meter-Hürdenlauf Frauen
| Platz | Athletin          | Land | Zeit   |
| ----- | ----------------- | ---- | ------ |
| 1     | Carlota Ulloa     | CHI  | 12,0 s |
| 2     | Adilia do Rosario | BRA  | 12,1 s |
| 3     | Leda dos Santos   | BRA  | 12,3 s |

Finale: 15. Oktober

### 4-mal-100-Meter-Staffel Frauen
| Platz | Athletinnen                                                          | Land | Zeit   |
| ----- | -------------------------------------------------------------------- | ---- | ------ |
| 1     | Silvina Pereira Aída dos Santos Maria da Conceição Irenice Rodrigues | BRA  | 48,2 s |
| 2     | Josefa Vicent Alicia Gogluska Dinorah González Raquel Amaro          | URU  | 48,5 s |
| 3     | Masuccio Graciela Pinto Alicia Kaufmanas Liliana Cragno              | ARG  | 48,5 s |

Finale: 15. Oktober

### Hochsprung Frauen
| Platz | Athletin           | Land | Höhe   |
| ----- | ------------------ | ---- | ------ |
| 1     | Maria da Conceição | BRA  | 1,66 m |
| 2     | Aída dos Santos    | BRA  | 1,60 m |
| 3     | Patrizia Miranda   | CHI  | 1,55 m |

Finale: 14. Oktober

### Weitsprung Frauen
| Platz | Athletin          | Land | Weite  |
| ----- | ----------------- | ---- | ------ |
| 1     | Irenice Rodrigues | BRA  | 5,97 m |
| 2     | Alicia Kaufmanas  | ARG  | 5,90 m |
| 3     | Dinorah González  | URU  | 5,73 m |

Finale: 12. Oktober

### Kugelstoßen Frauen
| Platz | Athletin     | Land | Weite   |
| ----- | ------------ | ---- | ------- |
| 1     | Rosa Molina  | CHI  | 14,26 m |
| 2     | Norma Suárez | ARG  | 14,14 m |
| 3     | Neide Gomes  | BRA  | 11,97 m |

Finale: 7. Oktober

### Diskuswurf Frauen
| Platz | Athletin         | Land | Weite   |
| ----- | ---------------- | ---- | ------- |
| 1     | Odete Domingos   | BRA  | 40,48 m |
| 2     | Pradelia Delgado | CHI  | 38,80 m |
| 3     | Maria Amaison    | ARG  | 36,24 m |

Finale: 13. Oktober

### Speerwurf Frauen
| Platz | Athletin           | Land | Weite   |
| ----- | ------------------ | ---- | ------- |
| 1     | Kiyomi Nakagawa    | BRA  | 40,30 m |
| 2     | Rosa Molina        | CHI  | 39,16 m |
| 3     | Smiljana Dezulovic | CHI  | 37,90 m |

Finale: 16. Oktober

## Medaillenspiegel
| Medaillenspiegel Endstand nach 31 Entscheidungen | Medaillenspiegel Endstand nach 31 Entscheidungen | Medaillenspiegel Endstand nach 31 Entscheidungen | Medaillenspiegel Endstand nach 31 Entscheidungen | Medaillenspiegel Endstand nach 31 Entscheidungen | Medaillenspiegel Endstand nach 31 Entscheidungen |
| Platz                                            | Land                                             | Gold                                             | Silber                                           | Bronze                                           | Gesamt                                           |
| ------------------------------------------------ | ------------------------------------------------ | ------------------------------------------------ | ------------------------------------------------ | ------------------------------------------------ | ------------------------------------------------ |
| 1                                                | Brasilien                                        | 10                                               | 9                                                | 9                                                | 28                                               |
| 2                                                | Chile                                            | 7                                                | 3                                                | 7                                                | 17                                               |
| 3                                                | Kolumbien                                        | 6                                                | 6                                                | 1                                                | 13                                               |
| 4                                                | Argentinien                                      | 5                                                | 9                                                | 10                                               | 24                                               |
| 5                                                | Peru                                             | 2                                                | 2                                                | 1                                                | 5                                                |
| 6                                                | Uruguay                                          | 1                                                | 2                                                | 2                                                | 5                                                |
| 7                                                | Ecuador                                          | –                                                | –                                                | 1                                                | 1                                                |